# Paper Walls
Paper Walls is het zesde album van de Amerikaanse rockband Yellowcard, uitgebracht op 17 juli 2007.

## Tracklist
1. The Takedown
2. Fighting
3. Shrink the World
4. Keeper
5. Light Up the Sky
6. Shadows and Regrets
7. Five Becomes Four
8. Afraid
9. Date Line (I Am Gone)
10. Dear Bobbie
11. You and Me and One Spotlight
12. Cut Me, Mick
13. Paper Walls

## Bezetting
- Ryan Key - Leadzanger, rhytmische gitaar
- Sean Mackin - Viool, achtergrondzang
- Ryan Mendez - Leadgitaar
- Peter Mosely - Basgitaar, achtergrondzang, piano, keyboard
- Longineu W. Parsons III - Drums, percussie